# 呪戒 JUKAI
『呪戒 JUKAI』（じゅかい）は、2005年2月公開の日本映画。主演はすほうれいこ。

## 登場人物

### 主要人物
小夜　　　　　　　
演 - すほうれいこ
風間健一　　　　　
演 - 金子昇
明彦　 　　　　 　
演 - 浅倉一男（元ジャニーズJr.）　
望　　　　　　　　
演 - 野川さくら
裕司　　　　　　
演 - ハラトモヒロ（元ジャニーズJr.）
海藤刑事　　　　　
演 - 山本陽一
晴美　　　　　　　
演 - 蒼井優
水島　　　　　　　
演 - マギー司郎

### その他
真帆、天手千聖、山田愛子、馬場宣子、石渡ひろみ、山口由紀、岡田ひろみ、音沢朱香、大屋祐子

## 主題歌
「子守唄」
作詞・作曲・編曲：TOSHIMITSU / 歌：安部祥子

## スタッフ
- 製作：神品信市
- エグゼクティブプロデューサー：神品信市
- プロデューサー：黒須功
- 脚本：高木裕治
- 監督：神野太
- 助監督：杉山整
- 音楽ディレクター：TOSIMITSU
- 撮影：はやしまこと
- スチール：関純一
- 製作チーフディレクター：西村克也
- 製作ディレクター：山多裕生
- 製作企画担当：高山重樹
- 制作協力：黒須映像工業
- 企画協力：バーニング養成所
- 製作：ミライ・アクターズ・プロモーション（現：MIRAI PICTURES JAPAN）
- 配給：株式会社MIRAI

## DVD
発売元：株式会社マジカル / 販売元：株式会社アートポート
- スタンダード・エディション （DVD1枚組） 
  - 映像特典は「劇場予告編・メイキング」「製作発表・インタビュー・対談」

## その他
- 本作「呪戒　JUKAI」はミライ・アクターズ・プロモーション/現－MIRAI PICTURES JAPANが製作する映画である。
- 新進気鋭の監督、注目の監督が描く作品を旬のキャスト、ベテランや新人キャストで贈る作品で構成されている。満島ひかり、遠藤憲一、和泉元彌、宅麻伸、原田大二郎、赤井英和、いしだ壱成などの実力派俳優をはじめ、小倉優子、島崎和歌子、月亭方正、安座間美優（モデル）などの個性あるタレント、そして異色ではクリス松村、蝶野正洋（プロレス）、TKO（芸人）、重盛さと美、はなわ（芸人）、大仁田厚などが出演している。
- 本作では主演にすほうれいこを抜擢。その他、金子昇、浅倉一男、ハラトモヒロ、山本陽一らをプロデューサーの神品信市がキャスティングしている。またヒロインの妹役には、蒼井優が抜擢された。
- オーディションにより新人を多く起用している。